# 10288 Севілл
10288 Севілл (10288 Saville) — астероїд головного поясу, відкритий 28 листопада 1983 року.
Тіссеранів параметр щодо Юпітера — 3,511.